# Atlético de Coléah
L'Atlético de Coléah est un club de football guinéen basé à Conakry.

## Palmarès
- Coupe de Guinée
  - Finaliste : 2003
- Tournoi Ruski Alumini (1)
  - Vainqueur : 2005

## Joueurs célèbres
- Ibrahima Yattara
- Ismaël Bangoura
- Amara Bangoura
- Fodé Mansaré